# Villa Schwarze
Die Villa Schwarze liegt im Prof.-Wilhelm-Ring 26 im Stadtteil Niederlößnitz der sächsischen Stadt Radebeul. Das mit der Einfriedung unter Denkmalschutz stehende Gebäude wurde 1907/08 von dem Leipzig-Lindenauer Architekten Carl Fischer für den Plauener Kaufmann Arnold von Schwarze entworfen und von dem ortsansässigen Bauunternehmen Adolf Neumanns auf dem Gelände der Villenkolonie Altfriedstein errichtet.

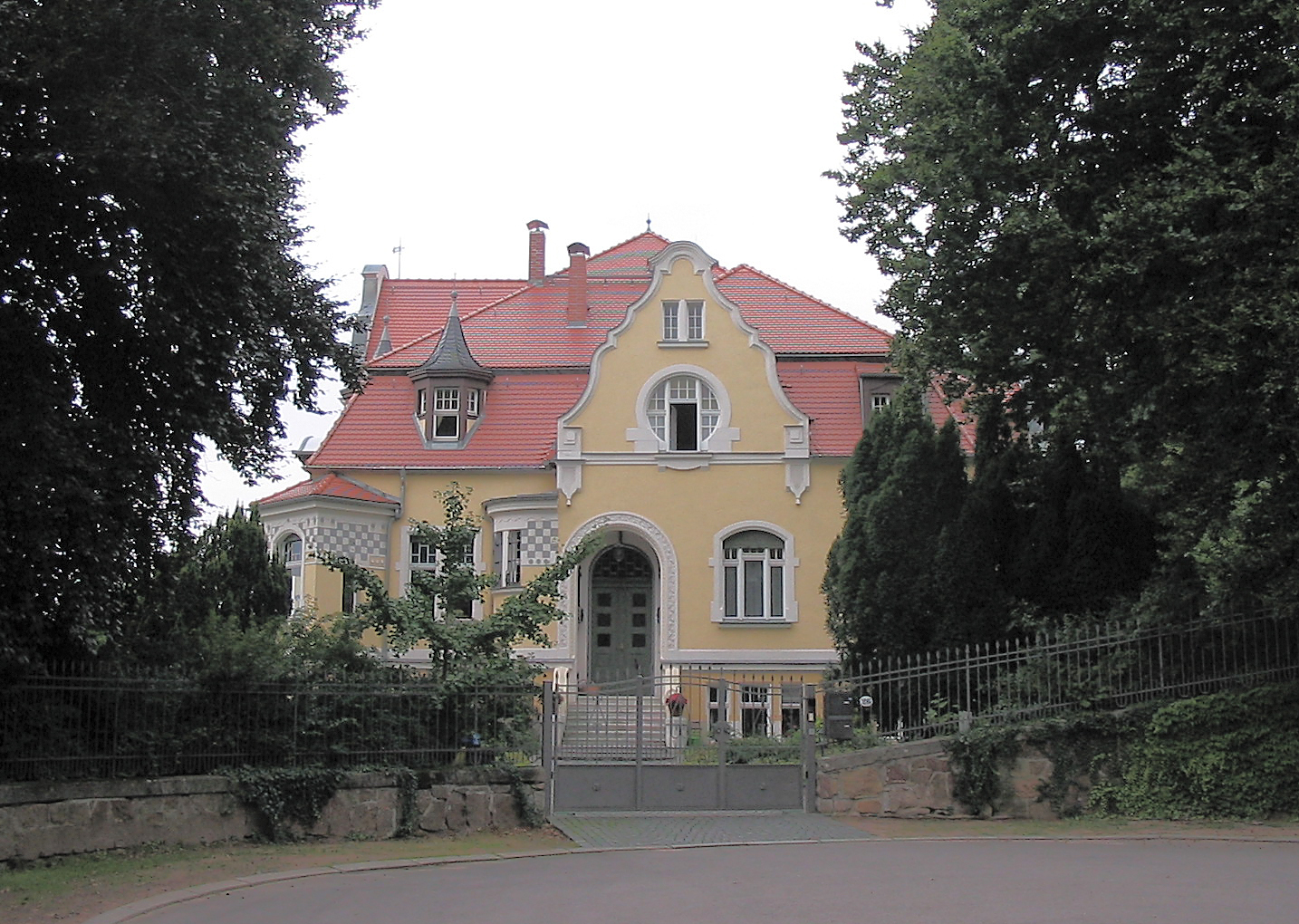
Villa Schwarze, Eingang im Osten

## Beschreibung

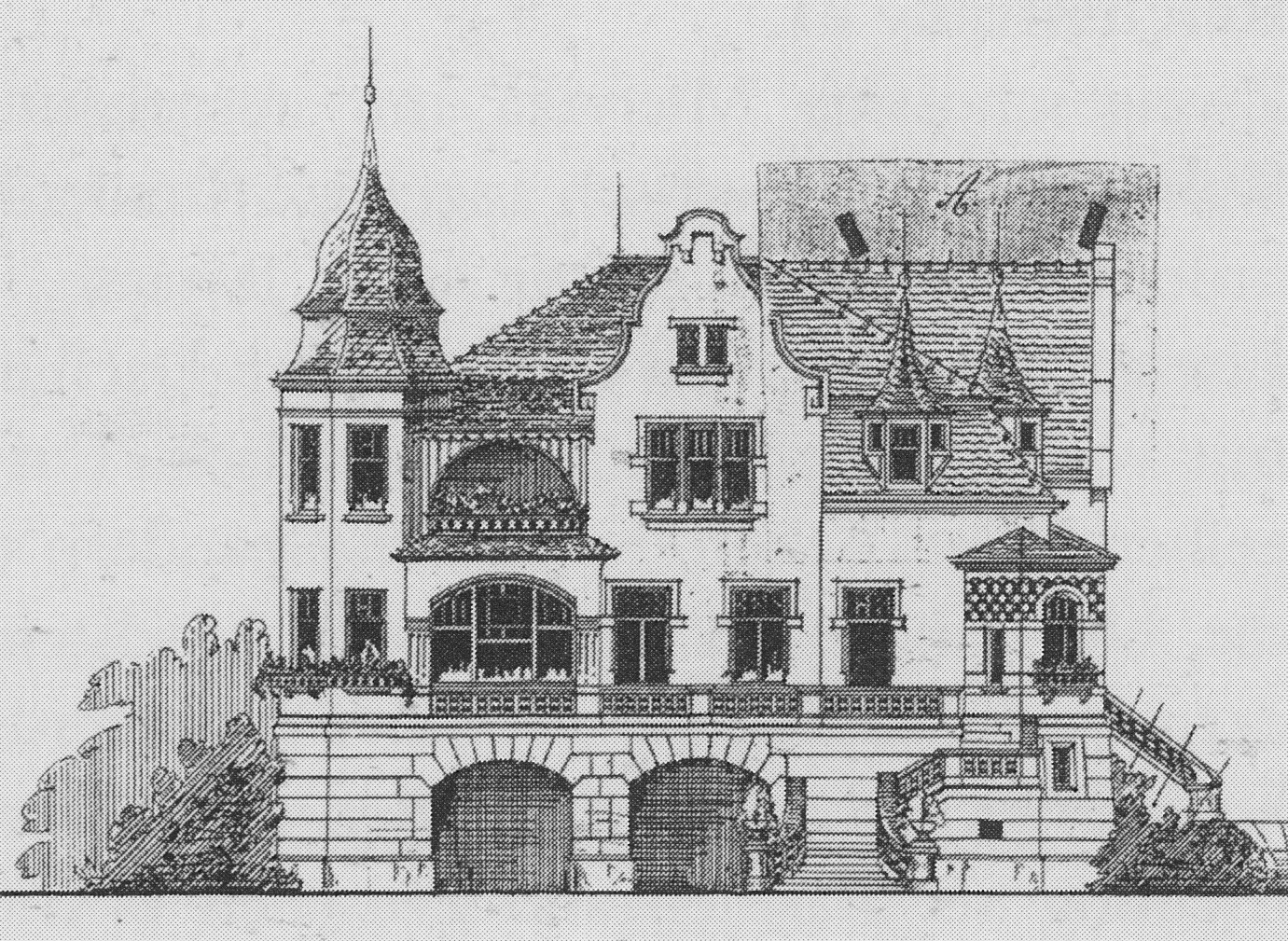
Bauzeichnung der Südseite, 1907

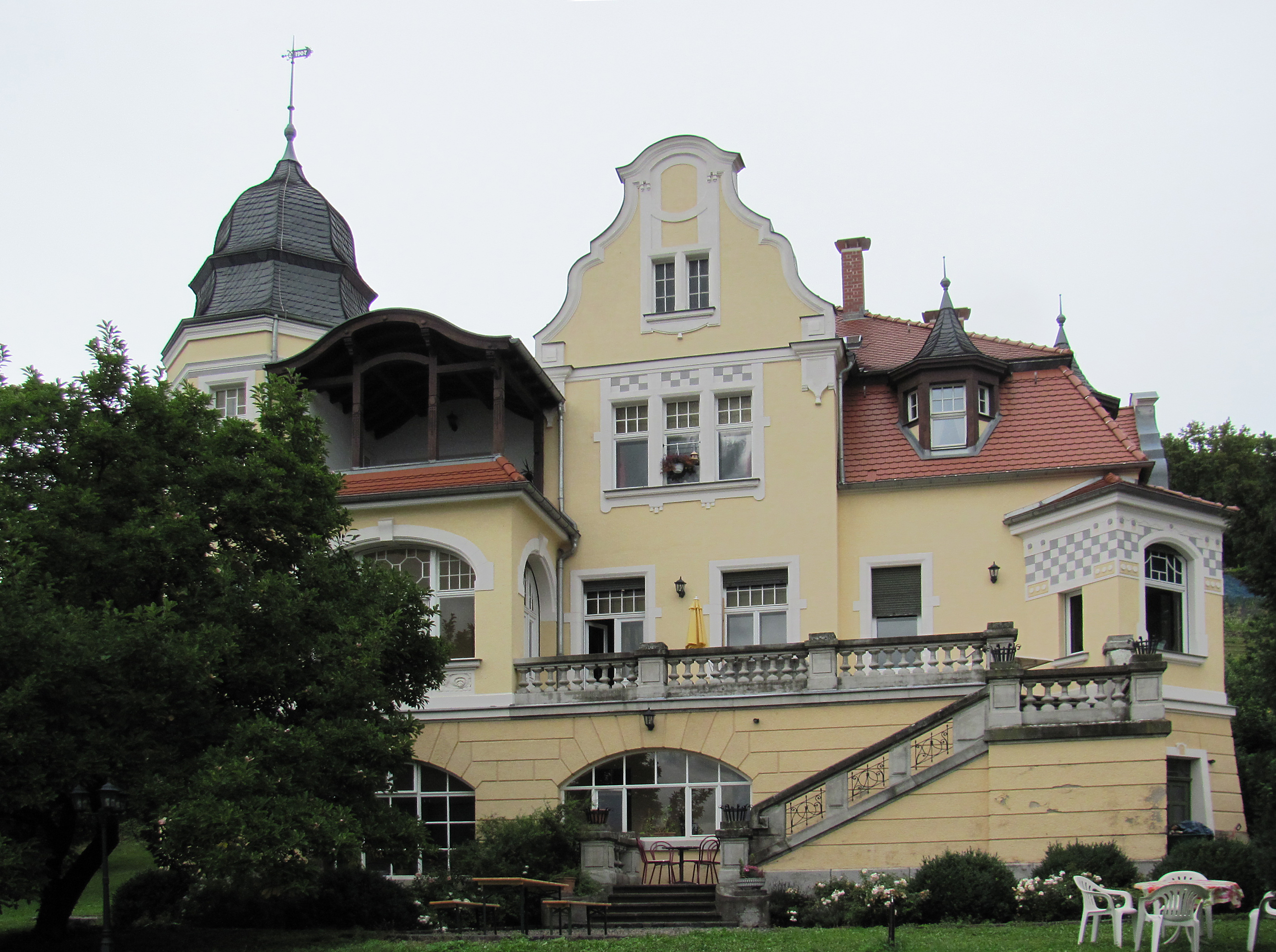
Villa Schwarze, Südseite

Die große eingeschossige Villa am Hang steht auf einem hohen Souterraingeschoss und hat ein bewegt gestaltetes, ausgebautes Mansarddach. Die unterschiedlich gestalteten Ansichten haben in jeder Richtung einen Risaliten, nach Südwesten auch noch einen polygonalen Eckturm.
Ebenfalls nach Süden zum Garten hin finden sich Loggien, eine Terrasse mit einer Freitreppe sowie zur östlichen Ecke ein übers Eck gehender Standerker. Der Eingang befindet sich tief in einer rundbogigen Nische, direkt gegenüber dem Wendehammer der Straße.
Die Fassadenausbildung des Putzbaus sowie die Fenster in unterschiedlichsten Formen bis hin zu Ovalfenstern zeigen eine eklektizistische Mischung aus Neobarock und Jugendstil.
Die Einfriedung auf abfallenden Bruchsteinmauern ist ein Eisenzaun mit Jugendstilanklängen.
Das Grundstück der Villa Schwarze liegt im Denkmalschutzgebiet Historische Weinberglandschaft Radebeul.

## Geschichte

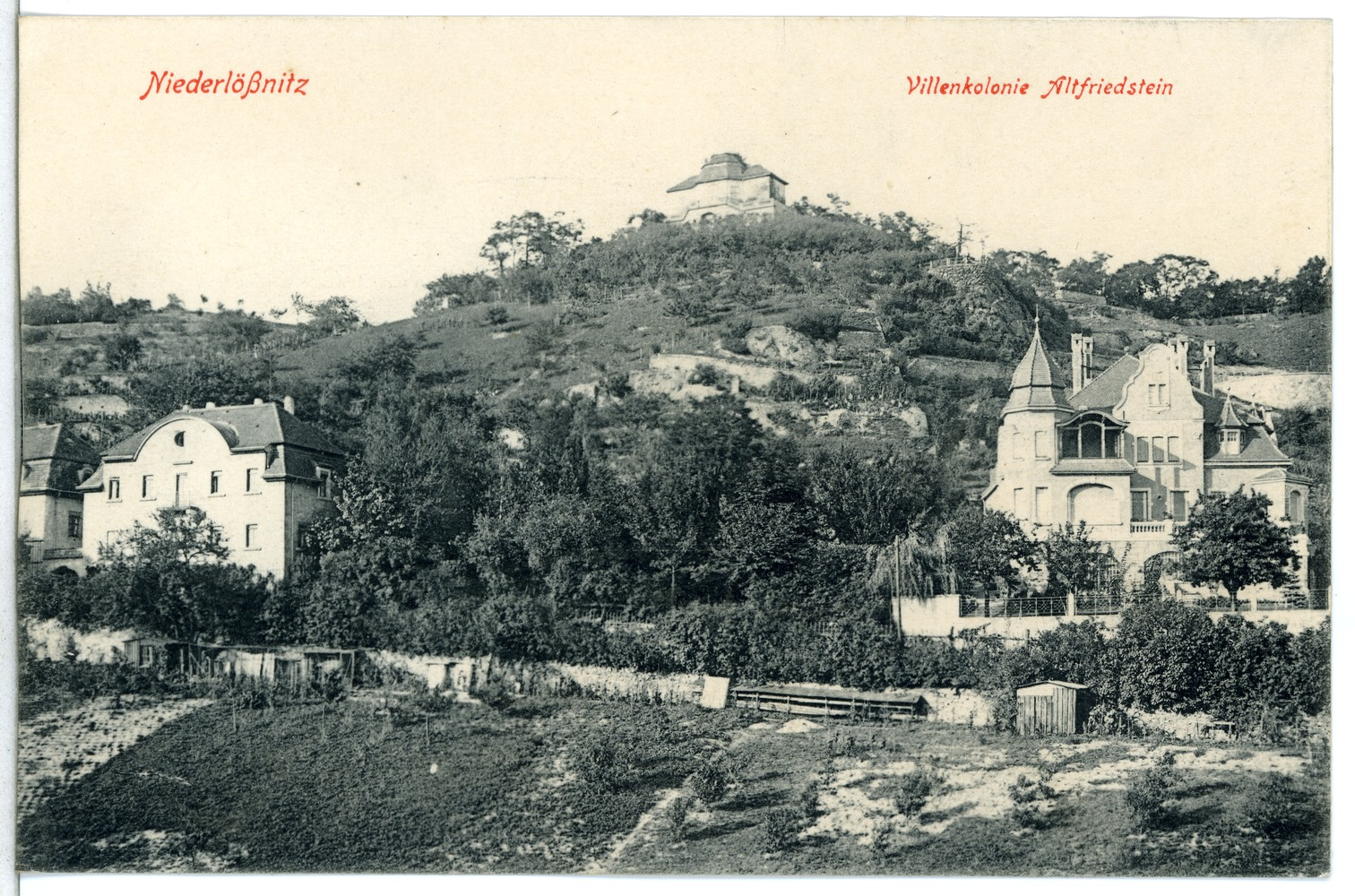
Villa Schwarze (rechts) zu Füßen des Mätressenschlösschens, 1911

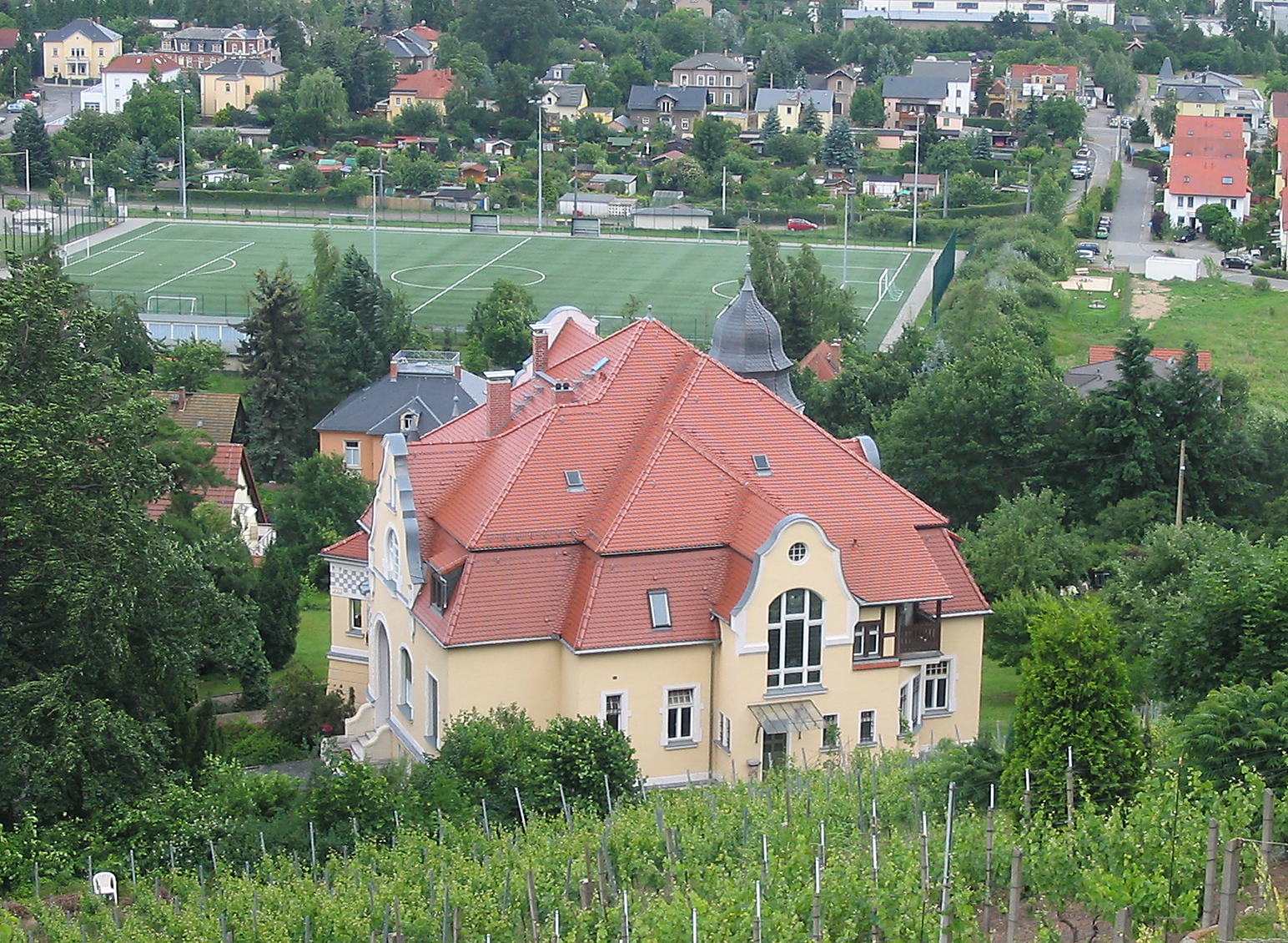
Dachlandschaft der Villa Schwarze, im Hintergrund das Weinbergstadion, vom Norden (Wendehammer Altfriedstein) aus.

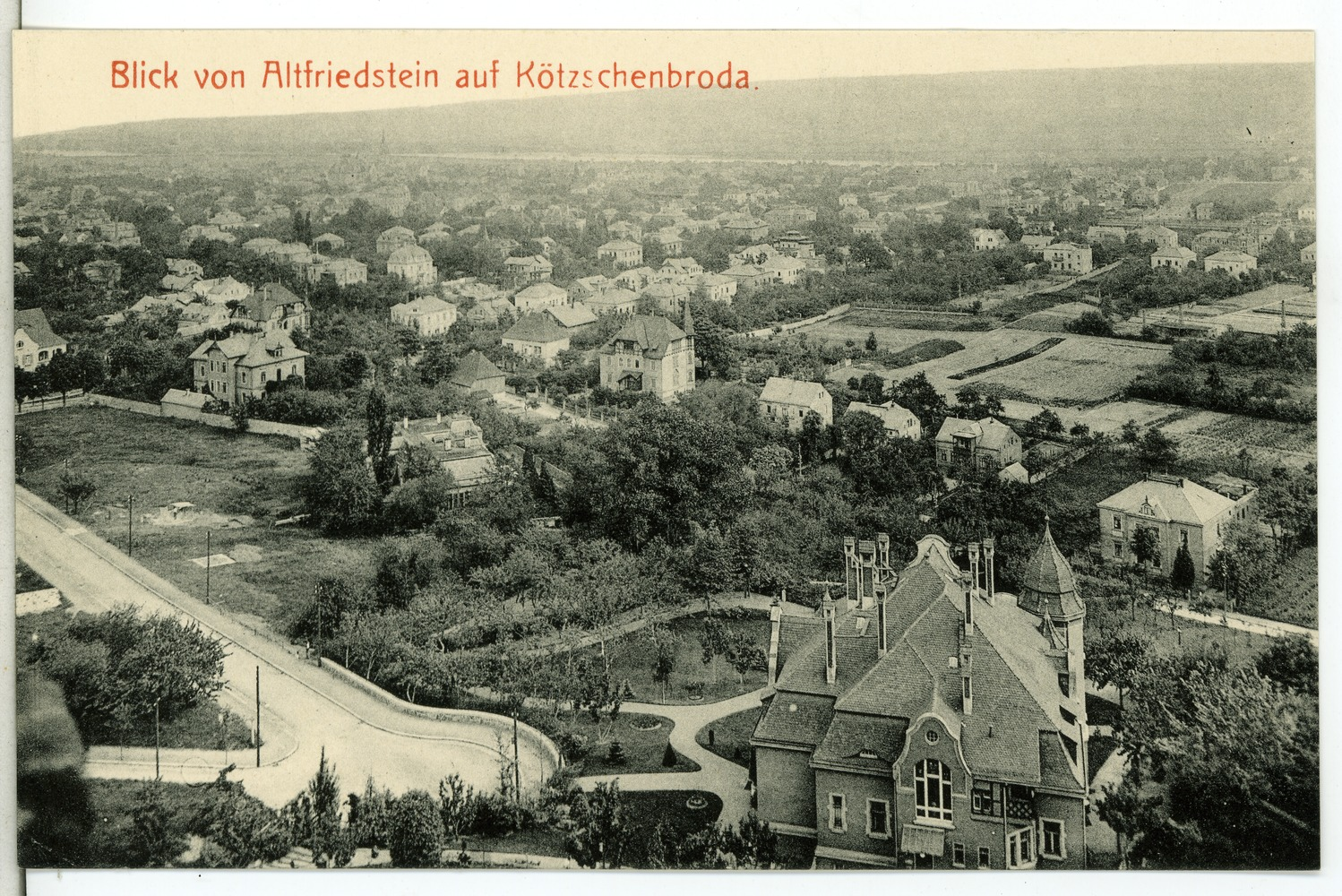
Dachlandschaft der Villa Schwarze (1911), im Hintergrund liegt Niederlößnitz

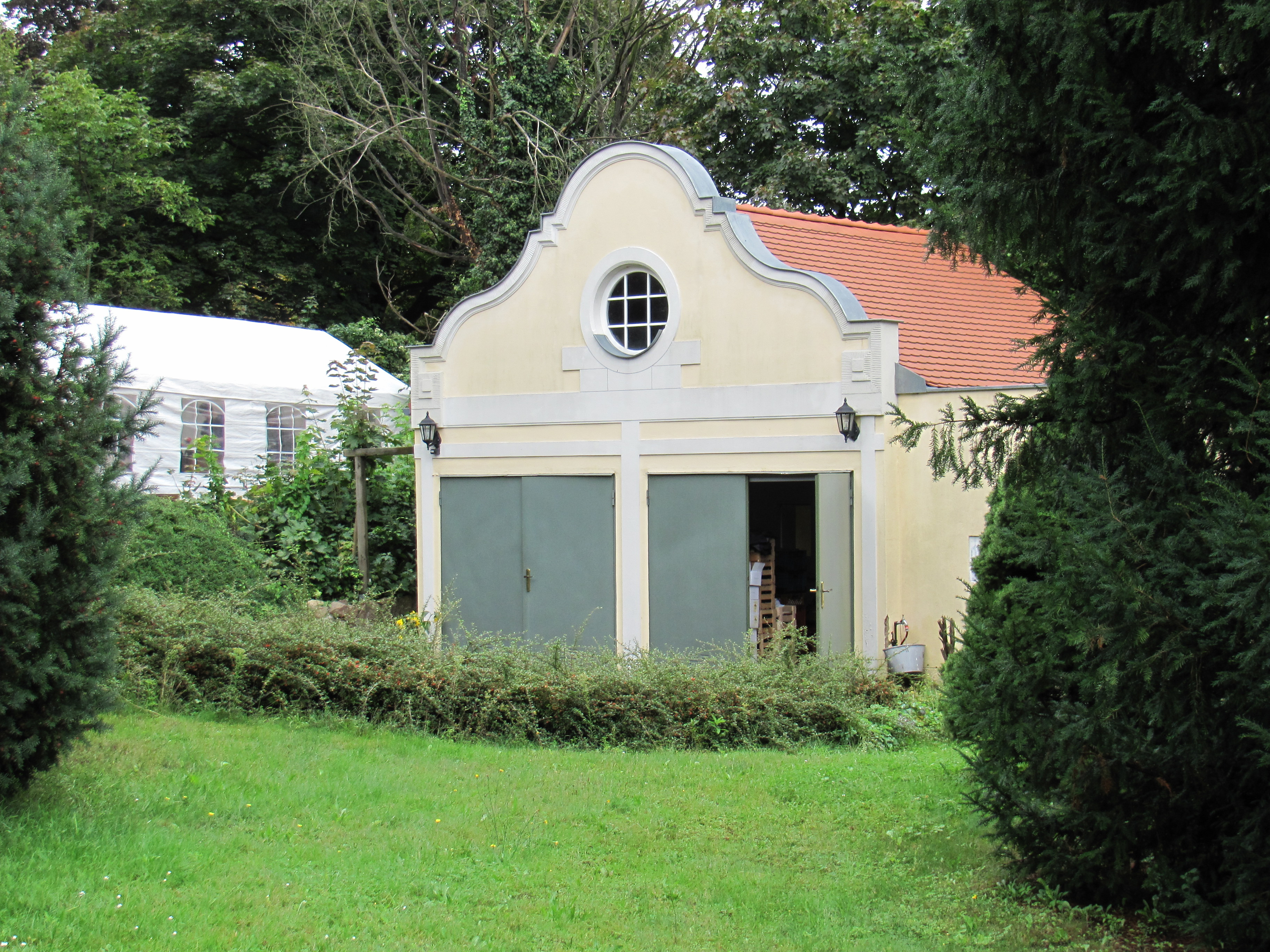
Villa Schwarze, Garage

Die ursprünglich genehmigte Planung von 1901 sah vor, dass die nördlich gelegene Planstraße B an ihrem westlichen Ende nahe der Westgrenze der Villenkolonie Altfriedstein in einem Wendehammer enden sollte, von wo aus die südlich gelegene Planstraße D in östlicher Richtung parallel zur Südgrenze verlaufen sollte. Beide Straßen zusammen bilden heute den Prof.-Wilhelm-Ring. Die Westseite des Wendehammers sollte nach Vorschlägen der Amtshauptmannschaft freigehalten werden, um von dort aus über die Grundstücksgrenze nach Westen hinaus die angrenzenden Grundstücke des Neufriedstein erschließen zu können.
Im Jahr 1907 beantragte der Architekt Carl Fischer aus Leipzig-Lindenau, auf den von dem Kaufmann Arnold von Schwarze erworbenen drei Parzellen am Ende des Wendehammers einen Villenneubau errichten zu dürfen. Die Ausführung übernahm die Baufirma von Adolf Neumann, im Februar 1908 erfolgte die Bauvollendungsanzeige.
Der Bau führte wegen der Schließung des Wendehammers nach Westen zu einem Streit mit den benachbarten Bewohnern von Neufriedstein, der erst durch einen Gerichtsbeschluss beendet wurde.
Die Villa wurde nach dem Zweiten Weltkrieg zum Mehrfamilienhaus umfunktioniert. Die damit verbundenen Eingriffe überdeckten die vorhandenen Innenausstattungen wie Malereien, Fußböden oder Wandbekleidungen lediglich, ohne sie grundlegend zu zerstören. So konnte der heutige Eigentümer nach der Rückgabe des Anwesens nach der politischen Wende zahlreiche Details original wiederherstellen und somit ein lebensnahes Bild des Jugendstils aufleben lassen. Die Sanierung von Juni 2001 bis September 2003 konnte das Dach mit seinen Verzierungen und die Fassade nach altem Vorbild wiederherstellen, auch die Fenster behielten ihre Teilung.
Die Bauherrschaft des denkmalgeschützten Gebäudes, Dr. Schwarze, erhielt 2003 den Radebeuler Bauherrenpreis in der Kategorie Denkmalsanierung für die originalgetreue und hervorragend gelungene Restaurierung.